# Kee Marcello
Kee Marcello, właśc. Kjell Hilding Lövbom (ur. 20 lutego 1960) – szwedzki gitarzysta. Od 1986 związany z grupą Europe, w której grał do 1992. Kiedy zespół zawiesił działalność, zdecydował się grać w innych kapelach i nie dołączył do niego po reaktywacji w 2003.

## Musicale
- Rock of Ages (2013, Chinateatern, Sztokholm, reżyseria: Anders Albien)[2][3][4]